# Grafenegg
Grafenegg (do 2003 Etsdorf-Haitzendorf) – gmina targowa w Austrii, w kraju związkowym Dolna Austria, w powiecie Krems-Land. Liczy 2 958 mieszkańców (1 stycznia 2014).
Znajduje się tutaj pałac Grafenegg.